# Ткачов Володимир Вікторович
Володи́мир Ві́кторович Ткачо́в (19 лютого 1970 — 18 вересня 2018) — молодший сержант Збройних сил України, учасник російсько-української війни.

## Життєпис
Народився1970 року у селі Вергуни (Черкаський район, Черкаська область); рано втратив батька. Навчався на водія у Черкаському ДТСААФ, закінчив з відзнакою. Строкову службу проходив в групі радянських військ у НДР; повернувшись додому, працював на черкаському заводі ПАТ «Азот».
Займав свідому громадянську позицію; з 2016 року проходив службу за контрактом, молодший сержант, гранатометник 1-ї мотопіхотної роти 12-го батальйону, воював у промзоні Авдіївки. Наприкінці 2017 року померла його мама.
18 вересня 2018-го загинув перед північчю внаслідок мінометного обстрілу терористами біля смт Луганське — в ході вогневого нальоту від розриву міни калібру 120 мм, яка влучила у бліндаж; зазнав осколкових поранень, несумісних з життям. Під час вогневого нальоту двоє військовослужбовців вели спостереження за полем бою та допомогли своїм побратимам перейти в укриття. Тоді ж загинув сержант Володимир Матвієнко.
21 вересня 2018 року похований у селі Вергуни.
Без Володимира лишилась сестра.

## Нагороди та вшанування
- указом Президента України № 411/2018 від 5 грудня 2018 року «за особисту мужність і самовіддані дії, виявлені у захисті державного суверенітету та територіальної цілісності України, зразкового виконання військового обов'язку» — нагороджений орденом «За мужність» III ступеня (посмертно)[1]